# Vulkanski zec
Vulkanski zec (lat. Romerolagus), monotipski rod zečeva, jedan od najrjeđih predstavnika reda Lagomorpha. Živi kao endem jedino u Meksiku na 16 izoliranih mjesta na padinama vulkana El Pelado, Monte Tláloc, Popocatépetl i Iztaccíhuatl, i to na visinama od 2800 do 4500 m.
To su prilično maleni sisavci, težine do 1,3 kg, što ih čini drugim po redu najmanjim zečevima na svijetu. Biljojedi su koji se hrane travom na svojim staništima, kao i korom drveta.  Od grabežljivaca se štite tako da dan provode u skloništima, u podzemnim tunelima, a van izlaze pred večer i rano ujutro. Glavni neprijatelji vulkanskih zečeva su američki jazavci, lasice, lisice, kojoti, crveni risevi, sove, jastrebovi, sokoli i čegrtuše. Žive u skupinama od dvije do pet jedinki
Ove životinje su opremljene s dva gornja sjekutića posebno dizajnirana za glodanje, što je osobina koja ih razlikuje od glodavaca. Uši su im malene, a rep gotovo neprimjetan.
Njegov lokalni naziv "zacatuche", izveden iz astečkog "zacatochtle".